# Ivan Baša (šolnik)
Ivan Baša, slovenski šolnik in kmetijski strokovnjak, * 19. julij 1906, Dolnja Bitnja, † 1. september 1985, Trst.

## Življenje in delo
Osnovno šolo je obiskoval v Premu (1912–1917) in Ljubljani (1917–1918), gimnazijo v Ljubljani (1918–1925), Višji agronomski zavod pa na Kmetijski fakulteti v Perugii, kjer je 5. julija 1933 tudi doktoriral. Poučeval je kmetijske tehnične predmete na Dvoletnem strokovnem kmetijskem tečaju v Ilirski Bistrici (1933–1938), bil profesor in ravnatelj Enoletnega kmetijskega tečaja na Lokvi na Krasu (1938–1943) in istočasno predaval še na tečajih v Tržaškem predmestju Škednju ter med 1943–1968 občasno na dveh srednjih šolah v Trstu, nazadnje pa je bil od 1968 do upokojitve septembra 1975 ravnatelj slovenske srednje šole Fran Erjavec v Tržaškem predmestju Rojan. V letih 1947–1968 je bil dodeljen Pokrajinskemu kmetijskemu nadzorništvu v Trstu in v tem času ni redno učil. Od 1953 je bil svetovalec, od 1957 dalje pa odpravnik urada za slovenske srednje šole na šolskem skrbništvu v Trstu. Po osvoboditvi je od 7. julija 1945 dalje na Radiu Trst A vodil slovenske Kmetijske oddaje.